# Crossotus tubericollis
Crossotus tubericollis är en skalbaggsart som först beskrevs av Leon Fairmaire 1891.  Crossotus tubericollis ingår i släktet Crossotus och familjen långhorningar.
Artens utbredningsområde är:
- Benin.
- Mali.
- Moçambique.
- Nigeria.
- Niger.
- Senegal.

Inga underarter finns listade i Catalogue of Life.